# Annedore Oberborbeck
Annedore Oberborbeck (* 1982 in Hannover, Niedersachsen) ist eine deutsch-ungarische Violinistin.

## Werdegang
Im Alter von elf Jahren debütierte Oberborbeck als Solistin in der Niedersächsischen Staatsoper. Sie besuchte die Hochschule für Musik und Theater in Hannover und später die Juilliard School of Music in New York und vervollständigte ihre Ausbildung an der Musikhochschule Nürnberg. Oberborbeck sammelte Erfahrungen als Solistin und Kammermusikerin in der Carnegie Hall, im Lincoln Center New York, im Gewandhaus Leipzig sowie in der Berliner Philharmonie.
2013 wurde sie Erste Konzertmeisterin des Tiroler Symphonieorchesters Innsbruck und Dozentin am Tiroler Landeskonservatorium.

## Auszeichnungen
- Erster Preis beim International String Competition Kingsville in Texas (2003)
- Stipendium beim Sarasate Wettbewerb in Pamplona (2007)
- Stipendium der Oscar und Vera Ritter Stiftung (2008)
- Ferenc-Friscay Stipendium des Deutschen-Symphonie-Orchesters Berlin
- Förderpreis 2000 des Classix Festival Braunschweig
- Preis beim Internationalen Yfrah-Neaman-Wettbewerb